# Petrosaurus mearnsi
Petrosaurus mearnsi är en ödleart som beskrevs av  Leonhard Hess Stejneger 1894. Petrosaurus mearnsi ingår i släktet Petrosaurus och familjen Phrynosomatidae.
Denna ödla förekommer i södra Kalifornien och på halvön Baja California (Mexiko). Den lever i låglandet och i bergstrakter upp till 1200 meter över havet. Individerna vistas i klippiga regioner med glest fördelad växtlighet och i buskskogar.
För beståndet är inga hot kända. Hela populationen bedöms som stabil. IUCN kategoriserar arten globalt som livskraftig.

## Underarter
Arten delas in i följande underarter:
- P. m. mearnsi
- P. m. slevini